# Порохова брама

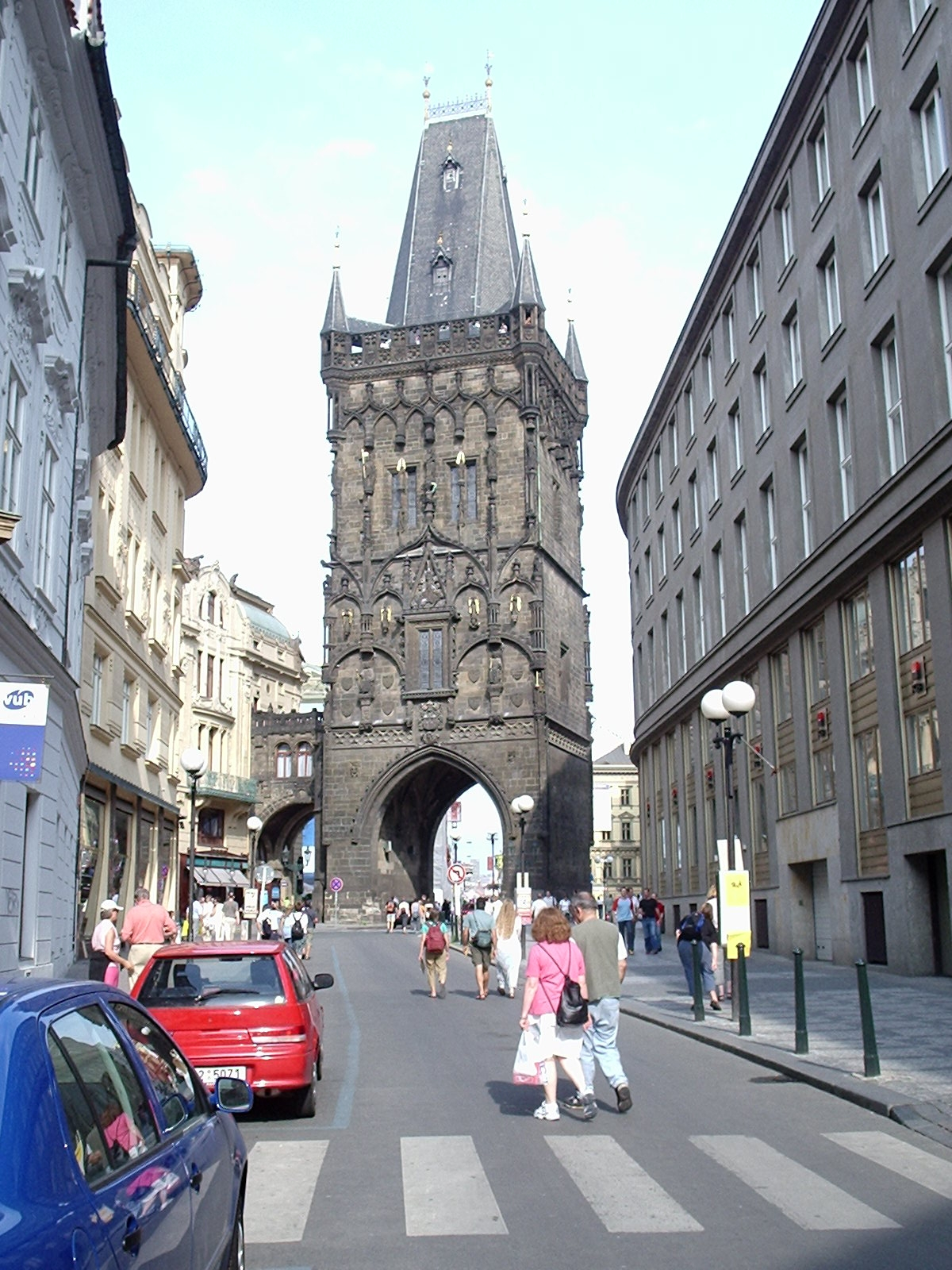
Порохова брама, вигляд з Целетної вулиці.

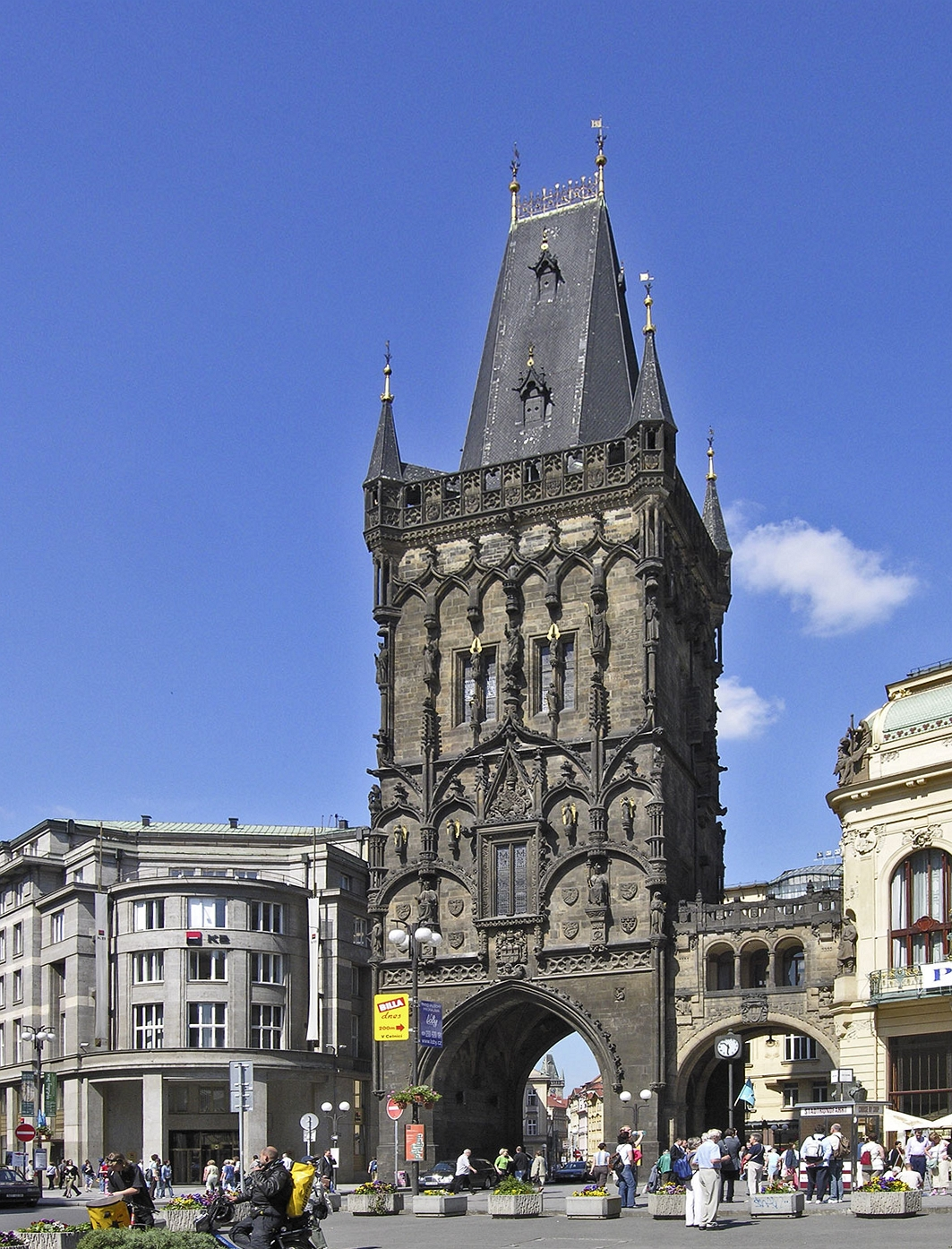
Порохова брама, вигляд з площі Республіки (2005).

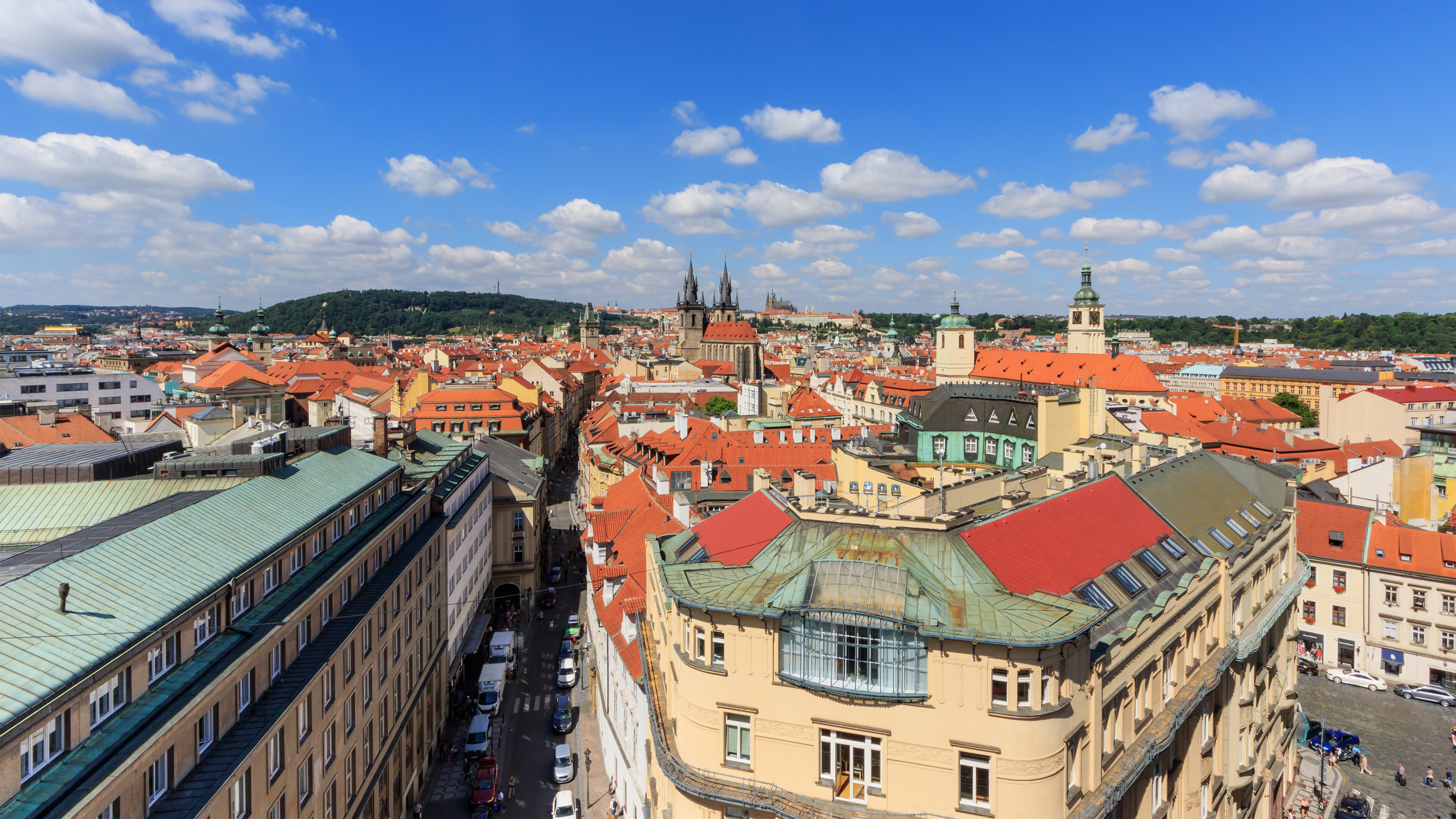
Вигляд на Прагу з вершини Порохової Брами в напрямку Старомеської площі.

Порохова́ Бра́ма (чеськ. Prašná brána) — вежа з брамою колишніх міських укріплень Праги, столиці Чехії, одна з найвідоміших празьких архітектурних пам'яток епохи пізньої готики. Знаходиться поблизу від площі Республіки. Заввишки 65 м, нагору ведуть кам'яні гвинтові сходи зі 186 сходинками. З її вершини відкривається чудовий вигляд на історичний центр Праги. Всередині вежі працює невелика музейна експозиція.
Вежа з брамою в міській стіні Праги, одна з 13 брам празького Старого Міста, існувала на цьому місці з кінця XIII ст. Значення цієї брами зросло наприкінці XIV ст., коли в безпосередній близькості від неї король Вацлав IV побудував Королівський Двір (зараз на цьому місці стоїть Громадський будинок). У 1475 році на місці старої вежі за наказом короля Владислава Ягеллонського і за проектом архітектора Матея Рейсека почалося будівництво нової брами. За взірець була взята староміська передмостова вежа на Карловому мості.
У 1483 році Владислав Ягеллонський переїхав зі своїм двором до Празького Граду; брама втратила представницькі функції, і її будівництво припинилося. В недобудованому стані вона простояла близько 400 років. Починаючи з кінця XVII ст. вежа використовувалася як склад вогнепального пороху; відтоді вона відома як Порохова Брама. Від цієї брами починався шлях до міста Кутна Гора, тому вона також називалася Гірською (Horská brána). Під час прусської облоги Праги в 1757 році брама була значно пошкоджена.
Сучасного пізньоготичного вигляду брама набула ву 1875–1886 роках завдяки реконструкції  архітектора Йозефа Мокера, коли стіни вежі були багато оздоблені ліпниною і готичними скульптурами.